# Kurt Kren
Kurt Kren (Vienne 20 septembre 1929 - Vienne 23 juin 1998) est un artiste autrichien qui s'est beaucoup investi dans le cinéma expérimental. Il est connu entre autres pour avoir immortalisé les actionnistes de Vienne dans les années 60.